# 砂越氏雄
砂越 氏雄（さごし うじたか）は、室町時代後期から戦国時代にかけての武将。出羽国飽海郡砂越城主。

## 生涯
砂越氏は出羽飽海郡代を務めた国人。
足利家氏の流れを汲む砂越氏益（矢口氏益）の子として誕生。氏雄は家氏から数えると5代となる。文明10年（1478年）、出羽田川郡で勢力を伸張させている大宝寺氏に対抗するため幕府に官途を申請し、信濃守と出羽飽海3万石を授けられる。氏雄は上洛し9代将軍・足利義尚に謁見し大いに面目を役したという。
その後、永正9年（1512年）に田川郡に侵攻し、大宝寺澄氏と大規模な戦を行い勝利する。砂越・大宝寺両陣営で1000人余の将兵を失う大損害となるも翌永正10年（1513年）、氏雄は再び田川郡侵攻を決意。大宝寺城を攻め立てるも敗れ、子共々討ち死にした。
永正15年（1518年）、氏雄の死後断絶していた砂越氏の名跡を、大宝寺一門の氏維が継ぎ再興した。